# Liste des députés de la Ire législature du Parlement de Catalogne

Les députés de la Ire législature du Parlement de Catalogne sont les 135 députés de la Ire législature du Parlement de Catalogne élus lors des élections au Parlement de Catalogne de 1980. Leur mandat commence le 10 avril 1980 et se termine le 20 mars 1983.

## Liste des députés
- Haut – A
- B
- C
- D
- E
- F
- G
- H
- I
- J
- K
- L
- M
- N
- O
- P
- Q
- R
- S
- T
- U
- V
- W
- X
- Y
- Z

| Nom                                | Liste | Liste                                           | Circonscription | Notes                                                                                 |
| ---------------------------------- | ----- | ----------------------------------------------- | --------------- | ------------------------------------------------------------------------------------- |
| José Acosta Sánchez                |       | Partido Socialista de Andalucía-Partido Andaluz | Barcelone       | Jusqu'au 13 avril 1983                                                                |
| Josep M. Ainaud de Lasarte         |       | Convergence et Union                            | Barcelone       |                                                                                       |
| Macià Alavedra i Moner             |       | Convergence et Union                            | Barcelone       |                                                                                       |
| Albert Alay i Serret               |       | Esquerra Republicana de Catalunya               | Barcelone       |                                                                                       |
| Alfred Albiol i Paps               |       | Convergence et Union                            | Barcelone       |                                                                                       |
| Alfred Amestoy i Sáenz             |       | Parti socialiste unifié de Catalogne            | Barcelone       |                                                                                       |
| Josep Andreu i Abelló              |       | Parti des socialistes de Catalogne              | Barcelone       |                                                                                       |
| Pere Ardiaca i Martí               |       | Parti socialiste unifié de Catalogne            | Lleida          |                                                                                       |
| Lluís Armet i Coma                 |       | Parti des socialistes de Catalogne              | Barcelone       |                                                                                       |
| Pere Ayguadé i Ayguadé             |       | Parti des socialistes de Catalogne              | Lleida          |                                                                                       |
| Rosa M. Barenys i Martorell        |       | Parti des socialistes de Catalogne              | Barcelone       |                                                                                       |
| Heribert Barrera i Costa           |       | Esquerra Republicana de Catalunya               | Barcelone       | Président du Parlement                                                                |
| Josep Benet i Morell               |       | Parti socialiste unifié de Catalogne            | Barcelone       |                                                                                       |
| Joan Besa i Esteve                 |       | Centristes de Catalunya-UCD                     | Lleida          |                                                                                       |
| F. Xavier Bigatà i Ribé            |       | Convergence et Union                            | Barcelone       |                                                                                       |
| Jordi Borja i Sebastià             |       | Parti socialiste unifié de Catalogne            | Barcelone       |                                                                                       |
| Josep Borràs i Gené                |       | Convergence et Union                            | Lleida          |                                                                                       |
| M. Dolors Calvet i Puig            |       | Parti socialiste unifié de Catalogne            | Barcelone       |                                                                                       |
| Teresa Eulàlia Calzada i Isern     |       | Parti socialiste unifié de Catalogne            | Barcelone       |                                                                                       |
| Ramon Camp i Batalla               |       | Convergence et Union                            | Barcelone       | Premier secrétaire                                                                    |
| Jaume Camps i Rovira               |       | Convergence et Union                            | Barcelone       |                                                                                       |
| Ferran Camps i Vallejo             |       | Convergence et Union                            | Barcelone       |                                                                                       |
| Vicenç Capdevila i Cardona         |       | Centristes de Catalunya-UCD                     | Barcelone       |                                                                                       |
| Ignasi Carner i Jorba              |       | Convergence et Union                            | Barcelone       |                                                                                       |
| Esteban Casado Poveda              |       | Parti des socialistes de Catalogne              | Barcelone       |                                                                                       |
| Josep M. Casals i Guiu             |       | Convergence et Union                            | Barcelone       |                                                                                       |
| Marçal Casanovas i Guerri          |       | Esquerra Republicana de Catalunya               | Gérone          |                                                                                       |
| Francesc Casares i Potau           |       | Parti des socialistes de Catalogne              | Barcelone       |                                                                                       |
| Anton Cañellas i Balcells          |       | Centristes de Catalunya-UCD                     | Barcelone       |                                                                                       |
| Carlos Cigarrán Rodil              |       | Parti des socialistes de Catalogne              | Barcelone       |                                                                                       |
| Higini Clotas i Cierco             |       | Parti des socialistes de Catalogne              | Barcelone       |                                                                                       |
| Josep Clua i Queixalós             |       | Centristes de Catalunya-UCD                     | Tarragone       |                                                                                       |
| Joan Codina i Torres               |       | Parti des socialistes de Catalogne              | Barcelone       |                                                                                       |
| Miquel Coll i Alentorn             |       | Convergence et Union                            | Barcelone       |                                                                                       |
| Joan Colominas i Puig              |       | Convergence et Union                            | Barcelone       |                                                                                       |
| Joan Comas i Basagañas             |       | Parti des socialistes de Catalogne              | Barcelone       |                                                                                       |
| Alfons C. Comín i Ros              |       | Parti socialiste unifié de Catalogne            | Barcelone       | Jusqu'au 23 juillet 1980, remplacé le 5 septembre 1980 par Josep M. Corral i Belorado |
| Joan Cornudella i Barberá          |       | Parti des socialistes de Catalogne              | Barcelone       |                                                                                       |
| Francisco Craviotto Blanco         |       | Parti des socialistes de Catalogne              | Lleida          |                                                                                       |
| Antoni Cuadras i Camps             |       | Parti socialiste unifié de Catalogne            | Barcelone       |                                                                                       |
| Josep M. Cullell i Nadal           |       | Convergence et Union                            | Barcelone       |                                                                                       |
| Francesc Dalmau i Norat            |       | Esquerra Republicana de Catalunya               | Gérone          |                                                                                       |
| Joan Descals i Esquius             |       | Convergence et Union                            | Tarragone       |                                                                                       |
| Jordi Escoda i Vila                |       | Convergence et Union                            | Tarragone       |                                                                                       |
| Raimon Escude i Pladellorens       |       | Convergence et Union                            | Barcelone       |                                                                                       |
| Ramon Espasa i Oliver              |       | Parti socialiste unifié de Catalogne            | Barcelone       | Troisième secrétaire provisoire Quatrième secrétaire jusqu'au 11 octobre 1983         |
| Juanjo Ferreiro Suárez             |       | Parti des socialistes de Catalogne              | Barcelone       |                                                                                       |
| Concepció Ferrer i Casals          |       | Convergence et Union                            | Gérone          | Deuxième vice-présidente provisoire Première vice-présidente                          |
| Helena Ferrer i Mallol             |       | Convergence et Union                            | Barcelone       |                                                                                       |
| Xavier Folch i Recasens            |       | Parti socialiste unifié de Catalogne            | Barcelone       |                                                                                       |
| Jaime Fonolleda i Aspert           |       | Convergence et Union                            | Barcelone       |                                                                                       |
| Josep Fornas i Martínez            |       | Esquerra Republicana de Catalunya               | Barcelone       |                                                                                       |
| Agustí Forné i Roe                 |       | Parti socialiste unifié de Catalogne            | Tarragone       |                                                                                       |
| Ramon Franch i Baiges              |       | Centristes de Catalunya-UCD                     | Tarragone       |                                                                                       |
| Francesc Frutos i Gras             |       | Parti socialiste unifié de Catalogne            | Barcelone       |                                                                                       |
| Joan M. Ganyet i Solé              |       | Parti des socialistes de Catalogne              | Lleida          |                                                                                       |
| Luis Andrés García Sáez            |       | Parti des socialistes de Catalogne              | Barcelone       |                                                                                       |
| Josep Garrell i Pubill             |       | Convergence et Union                            | Barcelone       |                                                                                       |
| José E. González Navas             |       | Parti des socialistes de Catalogne              | Barcelone       |                                                                                       |
| Xavier Guitart i Domènech          |       | Parti des socialistes de Catalogne              | Gérone          |                                                                                       |
| Antoni Gutiérrez i Díaz            |       | Parti socialiste unifié de Catalogne            | Barcelone       |                                                                                       |
| Francisco Hidalgo Gómez            |       | Partido Socialista de Andalucía-Partido Andaluz | Barcelone       |                                                                                       |
| Joan Hortalà i Arau                |       | Esquerra Republicana de Catalunya               | Barcelone       |                                                                                       |
| Joaquim Jou i Fonollà              |       | Parti des socialistes de Catalogne              | Barcelone       |                                                                                       |
| Josep Laporte i Salas              |       | Convergence et Union                            | Barcelone       |                                                                                       |
| Marià Lorca i Bard                 |       | Centristes de Catalunya-UCD                     | Gérone          |                                                                                       |
| Felip Lorda i Aláiz                |       | Parti des socialistes de Catalogne              | Barcelone       | Deuxième secrétaire                                                                   |
| Antoni Lucchetti i Farré           |       | Parti socialiste unifié de Catalogne            | Barcelone       |                                                                                       |
| Agustín Luna i Serrano             |       | Centristes de Catalunya-UCD                     | Barcelone       |                                                                                       |
| Miquel López i Tortosa             |       | Parti socialiste unifié de Catalogne            | Tarragone       |                                                                                       |
| Enric Manuel-Rimbau i Tomàs        |       | Centristes de Catalunya-UCD                     | Gérone          | Quatrième secrétaire provisoire Troisième secrétaire                                  |
| Joan Manuel Margalef i Miralles    |       | Centristes de Catalunya-UCD                     | Tarragone       |                                                                                       |
| Joan Josep Martí i Ferré           |       | Convergence et Union                            | Tarragone       |                                                                                       |
| Eduardo Martín Toval               |       | Parti des socialistes de Catalogne              | Barcelone       | Jusqu'au 17 novembre 1982                                                             |
| Justiniano Martínez Medina         |       | Parti socialiste unifié de Catalogne            | Barcelone       | Jusqu'au 31 octobre 1980, remplacé le 11 novembre 1980 par Assumció Sallés i González |
| Jordi Martínez i Planas            |       | Convergence et Union                            | Gérone          |                                                                                       |
| Ricard Massó i Llunes              |       | Convergence et Union                            | Gérone          |                                                                                       |
| Marta Àngela Mata i Garriga        |       | Parti des socialistes de Catalogne              | Tarragone       |                                                                                       |
| Lluís Medir i Huerta               |       | Parti socialiste unifié de Catalogne            | Gérone          |                                                                                       |
| Josep Meseguer i Utgé              |       | Centristes de Catalunya-UCD                     | Lleida          |                                                                                       |
| Isidre Molas i Batllori            |       | Parti des socialistes de Catalogne              | Barcelone       | Premier vice-président provisoire Deuxième vice-président                             |
| Josep Montero i García             |       | Parti des socialistes de Catalogne              | Gérone          |                                                                                       |
| Trinitat Neras i Plaja             |       | Convergence et Union                            | Gérone          |                                                                                       |
| Josep M. Nolla i Panadès           |       | Convergence et Union                            | Gérone          | Jusqu'au 30 septembre 1982                                                            |
| Joan Oliart i Pons                 |       | Parti des socialistes de Catalogne              | Barcelone       |                                                                                       |
| Enric Olivé i Martínez             |       | Convergence et Union                            | Tarragone       |                                                                                       |
| Joan Oró i Florensa                |       | Convergence et Union                            | Lleida          | Jusqu'au 15 septembre 1981, remplacé le 20 mars 1984 par Joan M. Vallvé i Ribera      |
| Francesc Padullés i Esteban        |       | Parti socialiste unifié de Catalogne            | Barcelone       |                                                                                       |
| Josep Manuel Panisello i Zaragoza  |       | Centristes de Catalunya-UCD                     | Tarragone       |                                                                                       |
| Pere Parera i Cartró               |       | Convergence et Union                            | Barcelone       |                                                                                       |
| Alexandre Pedrós Abelló            |       | Centristes de Catalunya-UCD                     | Barcelone       |                                                                                       |
| Pere Pi-Sunyer i Bayo              |       | Convergence et Union                            | Barcelone       |                                                                                       |
| Joaquím Pibernat i Lleyxà          |       | Convergence et Union                            | Barcelone       |                                                                                       |
| Ramon Pla i Nadal                  |       | Convergence et Union                            | Barcelone       |                                                                                       |
| Albert Planasdemunt i Gubert       |       | Centristes de Catalunya-UCD                     | Gérone          |                                                                                       |
| Marcel Planellas i Aran            |       | Parti socialiste unifié de Catalogne            | Barcelone       | Quatrième secrétaire à partir du 11 octobre 1983                                      |
| Josep M. Poblet i Guarro           |       | Esquerra Republicana de Catalunya               | Barcelone       | Jusqu'au 20 novembre 1980, remplacé le 2 décembre 1980 par Jordi Casas-Salat i Fossas |
| Ferran Pont i Puntigam             |       | Convergence et Union                            | Barcelone       |                                                                                       |
| Pere Portabella i Ràfols           |       | Parti socialiste unifié de Catalogne            | Barcelone       |                                                                                       |
| Joan Baptista Prats i Català       |       | Parti des socialistes de Catalogne              | Barcelone       | Jusqu'au 20 septembre 1983                                                            |
| Jesús Prujà i Puig                 |       | Esquerra Republicana de Catalunya               | Barcelone       |                                                                                       |
| F. Xavier Puig i Andreu            |       | Centristes de Catalunya-UCD                     | Lleida          |                                                                                       |
| Antoni Puigvert i Gorro            |       | Esquerra Republicana de Catalunya               | Lleida          |                                                                                       |
| Jordi Pujol i Soley                |       | Convergence et Union                            | Barcelone       |                                                                                       |
| Eduard Punset i Casals             |       | Centristes de Catalunya-UCD                     | Barcelone       | Jusqu'au 12 novembre 1982                                                             |
| Alfonso Pérez Guerra               |       | Centristes de Catalunya-UCD                     | Barcelone       |                                                                                       |
| Laureà Pérez i Ciudad              |       | Parti des socialistes de Catalogne              | Tarragone       |                                                                                       |
| Joan Ramos i Camarero              |       | Parti socialiste unifié de Catalogne            | Barcelone       |                                                                                       |
| Joan Reventós i Carner             |       | Parti des socialistes de Catalogne              | Barcelone       |                                                                                       |
| Rafael Ribó i Massó                |       | Parti socialiste unifié de Catalogne            | Barcelone       |                                                                                       |
| Delfí Robinat i Elías              |       | Convergence et Union                            | Lleida          |                                                                                       |
| Joan M. Roig i Borrás              |       | Parti des socialistes de Catalogne              | Tarragone       |                                                                                       |
| Josep Roig i Magriñà               |       | Esquerra Republicana de Catalunya               | Tarragone       | Jusqu'au 16 mars 1982, remplacé le 23 mars 1982 par Josep M. Garreta i Cusidó         |
| Pere Roselló i Esteban             |       | Centristes de Catalunya-UCD                     | Lleida          |                                                                                       |
| Ramon Sala i Canadell              |       | Convergence et Union                            | Gérone          |                                                                                       |
| Antoni Santiburcio i Moreno        |       | Parti des socialistes de Catalogne              | Barcelone       |                                                                                       |
| Simeó Selga i Ubach                |       | Convergence et Union                            | Barcelone       |                                                                                       |
| Josep M. Simó i Huguet             |       | Parti des socialistes de Catalogne              | Tarragone       |                                                                                       |
| Antoni Subirà i Claus              |       | Convergence et Union                            | Barcelone       |                                                                                       |
| Francesc Subirá i Rocamora         |       | Esquerra Republicana de Catalunya               | Tarragone       |                                                                                       |
| Salvador Suñer i Aymerich          |       | Parti des socialistes de Catalogne              | Gérone          |                                                                                       |
| Celestino Andrés Sánchez Ramos     |       | Parti socialiste unifié de Catalogne            | Barcelone       |                                                                                       |
| Daniel Terradellas i Redon         |       | Parti des socialistes de Catalogne              | Gérone          |                                                                                       |
| Esteve Tomàs i Torrens             |       | Parti des socialistes de Catalogne              | Barcelone       |                                                                                       |
| Higini Torras i Majem              |       | Centristes de Catalunya-UCD                     | Barcelone       | Jusqu'au 16 mars 1982, remplacé le 23 mars 1982 Santiago Guillem Fernández            |
| Víctor Torres i Perenya            |       | Esquerra Republicana de Catalunya               | Lleida          |                                                                                       |
| Luis Valentín Fernández de Velasco |       | Parti socialiste unifié de Catalogne            | Barcelone       |                                                                                       |
| Joan Ventura i Solé                |       | Convergence et Union                            | Tarragone       |                                                                                       |
| Miquel Verdeny i Enrich            |       | Convergence et Union                            | Lleida          |                                                                                       |
| Francesc Vicens i Giralt           |       | Esquerra Republicana de Catalunya               | Barcelone       | Jusqu'au 23 mars 1982, remplacé le 30 mars 1982 par Miquel Porter i Moix              |
| Joan Vidal i Gayolà                |       | Convergence et Union                            | Gérone          |                                                                                       |
| Marià Vila d'Abadal i Vilaplana    |       | Convergence et Union                            | Barcelone       |                                                                                       |
| Lluís Virgili i Farra              |       | Convergence et Union                            | Lleida          |                                                                                       |
| Maties Vives i March               |       | Parti socialiste unifié de Catalogne            | Tarragone       |                                                                                       |
| Ramon Viñals i Soler               |       | Esquerra Republicana de Catalunya               | Barcelone       |                                                                                       |